# Strela (Trägerrakete)

Strela

Strela (russisch Стрела, ,Pfeil‘, Betonung: Strelá, GRAU-Index 14A036) ist die Bezeichnung einer russischen Trägerrakete der leichten Klasse, die bis zu 2 Tonnen schwere Nutzlasten in niedrige Umlaufbahnen befördern kann.

## Entwicklung
Die Rakete basiert, wie auch die Rockot, auf der sowjetischen Interkontinentalrakete (ICBM) SS-19. Im Gegensatz zu der Rockot, die von GKNPZ Chrunitschew  und international von Eurockot angeboten wird, wird Strela von dem ehemaligen Hersteller der SS-19 NPO Maschinostrojenija vermarktet. Weiterhin verwendet Strela fast ausschließlich Komponenten der bereits vorhandenen SS-19 ICBMs (Rockot setzt eine neu entwickelte und hergestellte Oberstufe Bris-KM ein) und kann daher zu günstigeren Preisen als die Rockot angeboten werden. Ein Start der Strela soll schätzungsweise 8,5 Millionen US-Dollar kosten.

## Technik
Die Gesamtmasse der Strela beträgt bis zu 105 Tonnen, die Länge 28,27 m, der maximale Durchmesser 2,5 m. Die Rakete wird als zweistufig bezeichnet, verwendet aber zusätzlich einen leicht modifizierten MIRV-Bus, der bei der SS-19 zum Aussetzen von Atomsprengköpfen dient und bei der Strela die Funktionen einer Oberstufe übernimmt. Alle Stufen verwenden UDMH (unsymmetrisches Dimethylhydrazin) als Treibstoff und Distickstofftetroxid als Oxidationsmittel. Zwei Typen von Nutzlastverkleidungen werden angeboten: eine typische SS-19-Nutzlastverkleidung sowie eine experimentelle.
Strela wird wie auch die SS-19-ICBM aus einem Silo gestartet. Der erste Teststart einer Strela erfolgte am 5. Dezember 2003 um 06:00 UTC auf dem Startplatz 175/2 in Baikonur. Dabei wurde eine 978 kg schwere Nutzlastattrappe in einem 458,8 × 458 km hohen Orbit mit einer Neigung von 67,1° ausgesetzt. Der zweite Start einer Strela erfolgte am 27. Juni 2013 um 17:53 Uhr UTC auf dem Startplatz 175/59 in Baikonur. Weitere Starts sollten schon ab 2006 vom Raketenstartplatz Swobodny erfolgen, allerdings ist es unklar, inwieweit diese Pläne mit Verspätung realisiert werden. Bisher hat Strela keine kommerziellen Startaufträge einwerben können; sie wurde jedoch zum Start von kleineren russischen Nutzlasten eingesetzt. Von Baikonur aus können bis zu 1.500 kg schwere Nutzlasten in Umlaufbahnen mit einer Bahnneigung nahe 63° gelangen, von Swobodny wären Neigungen von 51,8°–61° und 90°–104° erreichbar.

## Startliste
Dies ist eine vollständige Startliste der Strela-Rakete.
| Lfd. Nr. | Zeitpunkt (UTC)         | Startplatz | Nutzlast               | Art der Nutzlast     | Nutzlast in kg | Orbit 1 | Anmerkungen |
| -------- | ----------------------- | ---------- | ---------------------- | -------------------- | -------------- | ------- | ----------- |
| 1        | 5. Dezember 2003 06:00  | Ba 175/59  | Gruzomaket             | Nutzlastattrappe     | 978 kg         | LEO     | Erfolg      |
| 2        | 27. Juni 2013 16:53     | Ba 175/59  | Kondor 1 (Kosmos-2487) | S-Band-Radarsatellit | 1150 kg        | LEO     | Erfolg      |
| 3        | 19. Dezember 2014 04:43 | Ba 175/59  | / Kondor-E 1           | Radarsatellit        | 1150 kg        | LEO     | Erfolg      |